# Bernardino Luini

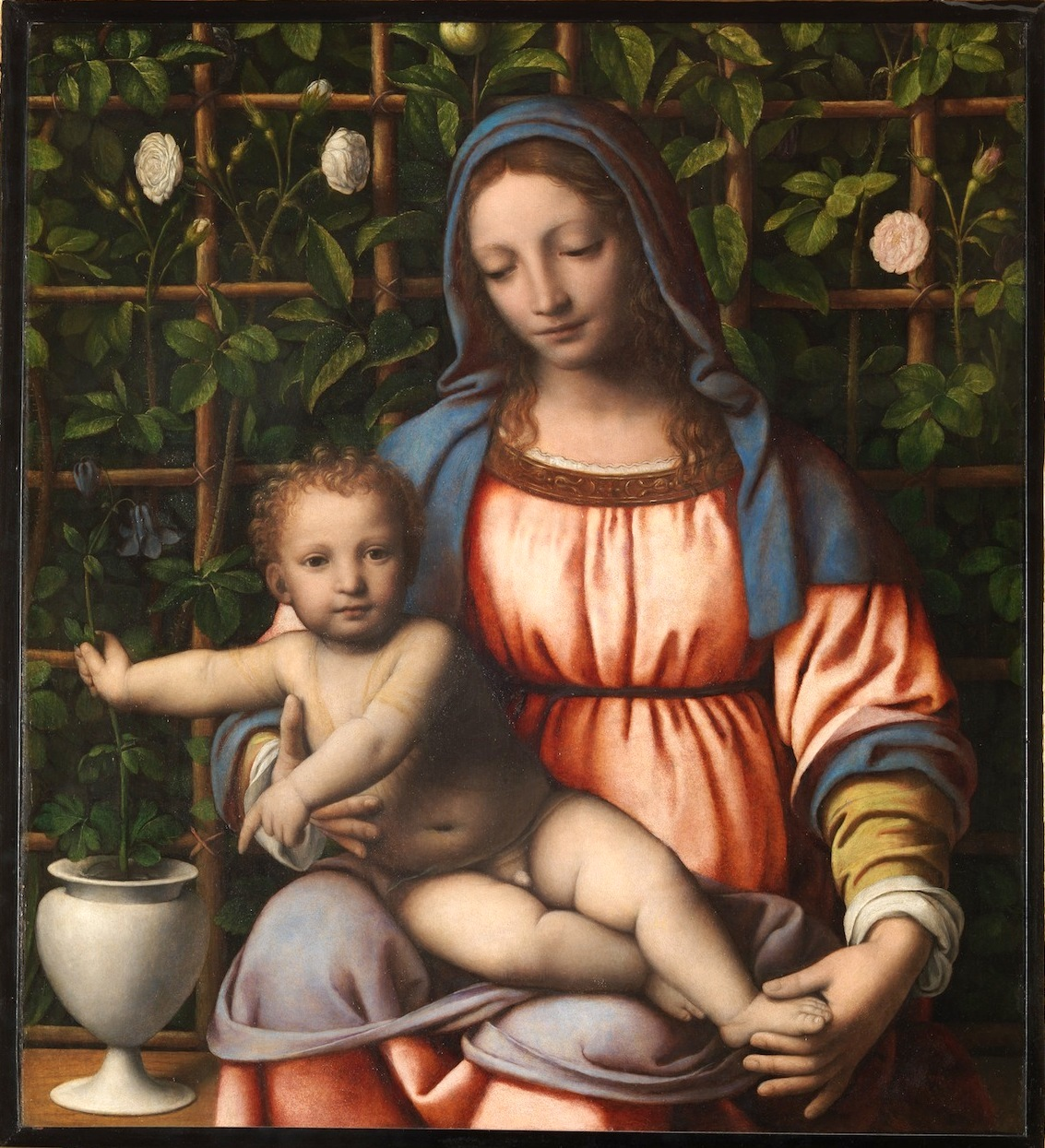
Madonna del Roseto av Bernardino Luini.

Bernardino Luini, född omkring 1480 vid Lago Maggiore i Dumenza, Lombardiet, död 1532, var en italiensk konstnär under högrenässansen.

## Biografi
Luini flyttade omkring 1500 med sin far till Milano där han huvudsakligen var verksam. Han betraktas som en av Leonardo da Vincis fränste efterföljare i hans skola. Trots inflytande från Leonardo lyckades han dock bevara sin egenart i madonnabilder och fresker med religiösa eller mytologiska motiv.